# 孫世禎
孫世禎（1552年—？），字正甫，貴州清平衛官籍，直隸淮安府安東縣人，明朝政治人物。

## 生平
萬曆元年（1573年）癸酉科貴州鄉試第二十四名，萬曆五年（1577年）丁丑科會試第二百七十八名，登三甲第九十九名進士。授廣西浔州府桂平县知县。十一年十月擢南京工科給事中，十二年六月以諫止内操，并请將董基復职，夺俸一年。十四年七月以諫神宗节俭，夺俸三月。出为韶州知府，居六月，丁父艰归。復補四川順慶府知府，二十三年（1595年）五月升云南副使、兵备澜沧。丁母憂歸，哀痛过甚，哭母而亡。

## 家族
曾祖孫洪，曾任百戶；祖父孫斌，曾任百戶；父孫繼武，曾任知縣。母歐氏。具慶下。兄世相（百户）。